# Guillon (distillerie)
 (mars 2021).
Si vous disposez d'ouvrages ou d'articles de référence ou si vous connaissez des sites web de qualité traitant du thème abordé ici, merci de compléter l'article en donnant les références utiles à sa vérifiabilité et en les liant à la section « Notes et références ».
Pour les articles homonymes, voir Guillon (homonymie).
La Distillerie Guillon est située sur la montagne de Reims. Depuis 1997, elle y produit l'Esprit du Malt de la Montagne de Reims, un alcool issu de diverses macérations.
Elle propose une gamme de produits premium, essentiellement vendue en France dans les Caves, Restaurants et Bars.
- Cuvée 42 - 40%
- Cuvée 46 - 40%
- L'Esprit du Malt de la Montagne de Reims - gamme de finitions: Champagne, Sauternes, Banyuls, Meursault, Puligny Montrachet, Beaune Clos Des Mouches, Loupiac, Vin de Paille, ChateauNeuf Du Pape Blanc, Croze Hermitage, Loupais, Macon et Côteaux du Layon - 43%
- Cuvée Azur - 43%
- Cuvées Tourbé Fort - 43%
- Guillon Numéro 1 - 46%
- Cuvée Oméga - 43%
- Cuvée Alpha - 43%
- Cuvée Excellence - 46%
- Cuvée des Artisites - Edition Nirvana - 52%